# Бранко Бешлин
Бранко Бешлин (Кикинда, 17. октобар 1960) српски је историчар и универзитетски професор. Он је ванредни професор Филозофског Факултета у Новом Саду и сарадник Лексикографско-библиографског одељења Матице српске на пројекту Српски библиографски речник. Од 1999. године управник је Рукописног одељења Матице српске.
Уредник је часописа Истраживања и члан редакције часописа Настава историје.
До сада је објавио тридесетак научних радова, највећим делом из историје подунавских Немаца и српске историје 19. и 20. века.

## Биографија
Бранко Бешлин је дипломирао у Новом Саду 1985. године на Филозофском факултету. На Одељењу за историју Филозофског факултет у Београду је и магистрирао 1996. године.
2003. године је одбранио докторску дисертацију под називом Европски утицаји на српски либерализам од 1848. до средине 80-их година 19. века. Ожењен је Биљаном Шимуновић Бешлин, која је доцент Филозофског Факултета у Новом Саду.

## Дела
До сада најважнија објављна дела су монографије
- Весник Трагедије - Немачка штампа у Војводини 1918-1941,
- Историја Банкарства у Војводини и
- Европски утицаји на српски либерализам у 19. веку.